# Drum and bass
Drum and bass (sau drum'n'bass și abreviat DnB) este un stil de muzică electronică numit și jungle. Acesta își are originea la începutul anilor '90 în scena muzicală de breakbeat hardcore și rave din Marea Britanie și a luat ființă când armoniile de bas din reggae au fost mixate cu ritmurile breakbeat de hip hop și influențe din techno, dar pe o viteză mărită. Pionierii ca DJ General Levy au devenit rapid starurile acestui gen pe atunci încă denumit jungle. Mai târziu, producători precum Goldie sau 4 Hero au transformat acest curent și l-au direcționat mai mult într-o arie instrumentală, folosindu-se de sub-genuri ca techstep și apropiind acest stil mai mult de techno. Dintre cei mai cunoscuți artiști DnB sunt Shy FX, Ed Rush & Optical, LTJ Bukem, Goldie și Roni Size.
Acest gen muzical, având aproape în totalitate originea în Anglia, se bazează pe una dintre cele mai complexe forme ritmice ale muzicii de dans, compusă în special din breakbeat-uri și ritmuri rapide și foarte rapide. De obicei, fiecare melodie este complet instrumentală, axându-se pe ornamentații de tobe rapide și linii de bas.

## Subgenuri
Recent, scenele mai mici din cadrul comunității drum and bass s-au dezvoltat și scenele ca un tot au devenit mult mai mult impărțite în subgenuri specifice. Genurile majore și general acceptate ale drum and bass-ului includ:

#### Darkstep ("Darkside" sau "Dark")
Darkstep reprezintă reîntoarcerea sound-ului old school al drum and bass-ului creat cu o noua tehnologie.
Trupe: Equinox, Breakage, Current Value, Cooh, Freqax (RO),Donny, Lucio de Rimanez, Limewax, Replicator(RO)
Darkstep este un subgen al drum and bass-ului cunoscut ca și Hard Drum n Bass care a devenit popular la sfarșitul anilor '90. Combină elemente dark ale jungle-ului darkcore cu breakbeat-uri foarte energice.
O piese darkstep tipica este caracterizată de energia tobelor și liniilor de bass, și sunetele ambientale similare cu cele utilizate în neurofunk. În general nu urmărește o gama muzicala, având tendința să folosească game cromatice și alte elemente disonante pentru a crea o atmosfera dark.

#### Drumfunk (sau "Choppage", "Edits")
Drumfunk este un subgen al drum and bass-ului, uneori menționat ca "edits" sau "choppage". Utilizarea termenului s-a extins mai mult în 2000, cand drumfunk-ul în sine a început să se dezvolte. Caracteristicile principale ale pieselor drumfunk sunt breakbeat-uri complexe care sună ca și cum ar fi cântate live pe un drumkit, dar sunt de obicei compuse din sample-uri care au fost procesate și rearanjate electronic. Prima piesa drumfunk oarecum contestata, este "Witchcraft" a lui Krust și Roni Size care datează din 1994. Cel mai comun break folosit este amen-ul utilizat ca sample din The Winstons - Amen Brothers, ca și Apache, Think, Aligator Boogaloo și mulți alții.

#### Trancestep (sau "Trance and Bass")
Deși un subgen al drum and bass-ului, este de obicei mult mai complex decât tiparele standard de tobe care există în drum and bass-ul mainstream (comercial). Focalizarea piesei tinde să fie mai de grabă pe tobe decât pe partea melodică (melodie). Este compus de obicei din sample-uri de tobe din piesele old funk care sunt relativ obscure. Piesele oferă un fundal relaxant comparativ cu tipul mainstream al drum and bass-ului. Cel mai popular eveniment unde se pune acest stil este Technicality Run a lui Chris Inperspective și se desfașoară în Londra la Herbal în prima miercuri a fiecărei luni și de asemenea IchiOne care se desfășoară în Amsterdam și este insoțit de mâncare și film alături de muzică, și Neurotic Sound Foundation with Twilight Zone din Mannheim (Germania). Ca și atracția pentru dancefloor, trancestep este de asemenea potrivit pentru cei care vor să-l asculte acasă, întrucat prin munca complexă și textele sale face din el un stil de muzică de relaxare și asigură o satisfacție pe deplin.
Artiști drumfunk cheie sunt printre alții, Paradox (in mod discutabil inițiatorul atât al termenului cât și al stilului de producție care mai produce muzică sub alias-ul Alaska), Fracture and Neptune, Equinox, Danny Breaks, Digital, Sickhead, Sativa, Destroy2k, Ghostrider, Sub, Sum, Seba, Macc, dgoHn, Fanu, 0=0, Senses, Chris Inperspective și KJ Sawka, deși alți producători au fost etichetați din când în când. Cele mai importante și influente label-uri în drumfunk sunt Paradox Music, 13 Music, Inperspective, Outsider, Offshore, Subtle Audio, Secret Operations, Forestry Service, Counter Intelligence, Bassbin, Breakin, Subvert Central Recordings și Lightless Recordings.

#### Futurestep
(drum and bass foarte melodic și futuristic, de exemplu sunetul Pendulum sau T.Kay Numa Crew)

#### Hardstep
Hardstep (a nu fi confundat cu hard DnB) este un subgen al drum and bass-ului care a apărut în 1994. Este caracterizat de un stil de producție ferm, care are un iz inner-city. Break-urile sunt mai puțin colorate decât jungle-ul old school, și mai dure, de aici și numele de hardstep. Genul a fost pe gustul jungliștilor, în ciuda faptului că a fost depașit ca popularitate de techstep, fanii adevărați rămân încă fani ai stilului. O caracteristică este un beat accentuat, încă și risipit "percussive". Artiștii îi includ pe Evol Intent, DJ Hype și DJ Zinc.

#### Intelligent (sau "Atmospheric" sau "Ambient")
Intelligent drum and bass (IDB) este termenul cel mai răspândit pentru subgenul drum and bass-ului care accentuează influențele din lounge, jazz și muzica ambientală. Muzica are în mod caracteristic o calitate foarte atmosferică sau ambientală, cu tente de pad-uri sintetizate, și sub-bass profund. Pianul Rhodes este puternic caracterizat, alături de sample-uri de alte instrumente de fuziune jazz cum ar fi chitara, flaut și vocale. Deși atmosfericele mature si liniștite contrastează cu întunericul și agresivitatea existentă în multe stiluri drum and bass dansabile, stilul inteligent este produs având încă în minte DJ și scena de dans, și nu numai ca material chill-out.
Cunoscut de asemenea ca drum and bass atmosferic, jungle ambiental sau artcore. LTJ Bukem, deținătorul label-ului Good Looking și una dintre cele mai influente figuri din spatele stilului, este observat ca naplăcându-i termenul, datorită implicației că alte forme ale drum and bass-ului nu ar fi inteligente. Piesa lui Bukem, Demon's Theme, compusa in 1991, este considerată primul track atmosferic.

#### Jazzstep (sau "Jazz and Bass")
Jazzstep, cunoscut și ca jazzy jungle și jazz and bass este un subgen al drum and bass-ului care a apărut în 1995. Este rezultatul unei combinații a structurii drum and bass-ului ritmic cu compozițiile de jazz electronic contemporan.
O piesa tipică de acest gen este caracterizată de aranjamente insolente, instrumente acustice, game de jazz, și ritmuri jazz. Genurile înrudite sunt intelligent drum and bass și liquid funk.

#### Jump-Up
Jump Up este un subgen drum and bass care este popular azi. Este conceput pentru a fi pus la evenimente pentru a aduce mulțimea la "Jump Up" și dans.
Este de obicei caracterizat de linii bass care au un filtru shaping LFO pe ele care conferă bass-ului un sound "clătinat", ezitant, acompaniat de loop-uri uptempo de tobe.
Cel mai frecvent în Jump-up modern, un element de "stab-uri" foarte energetice sunt auzite des. Jump-Up este înrudit îndeaproape cu cea mai populară eră de jungle-drum and bass din 1996-1997, cunoscută pentru entuziasmul prin sincoparea beat-ului și melodiei și linii de bass grele mai simplificate (ca opuse celor ușoare, mai distorsionate linii de bass ale stilurilor cu sound precis și tech de Neurofunk & Techstep care apar în această perioadă).
Exemple mai vechi includ "Super Sharp Shooter" a lui DJ Zinc sau remix-ul lui la piesa Fugees - Ready or Not (cunoscut la acea vreme ca Fugees or Not), care îl sampleaza pe Redman cu versiunea originală a primei lui colaborări cu Method Man, "How High". Folosirea vastă a sample-urilor hiphop era des întâlnit în jump-up la sfârșitul anilor '90.
În plus, jump-up este un beat curat nesimilat cu popularul amen și loop-urile apache drum. Jump Up este ușor de deosebit de celelalte stiluri drum and bass și jungle, datorită simplicității lui, linii de bass 3 tier (high, mid, low) care oferă linii de bass dense și curate în mod obișnuit asociate cu jump-up, și Simple KickSnareXKickXSnare Pattern. Straturile de tobe sunt de multe ori lungi și compuse mai ales din kick-uri și adesea au ceva efect cum ar fi flase aruncate peste ele.

#### Liquid funk (sau simplu "Liquid")
Liquid funk (alternativ, Liquid Drum & Bass) este un subgen al drum and bass-ului. În timp ce folosește linii de bass similare și bar layouts comparativ cu alte stiluri, conține mai puține sample-uri orientate pe bar și layer mai instrumentale (sintetizate și naturale), armonii și ambianță, producând o atmosferă calmă direcționată (adresată) ascultătorilor de acasă și audienței de club.
În 2000, Fabio a început să producă o nouă formă a drum and bass-ului numită de el "Liquid Funk", cu o compilație scoasă cu același nume pe label-ul lui Creative Source. Aceasta era caracterizată de influențe din disco si house, și utilizarea deasă a vocalurilor. Deși ușor de prins la început, stilul a crescut masiv în popularitate în jurul anilor 2003-2004, și din 2005 a fost stabilit ca unul dintre cele mai bine vândute subgenuri din drum and bass, cu label-uri ca Good Looking Records (deși acest label este încrucișat cu atmospheric drum and bass), Hospital Records, Liquid V, Rubik Records, Fokuz Recordings, State of the Art Recordings și artiști ca Calibre, High Contrast, Logistics, London Elektricity, Nu:Tone și Solid State printre principalii susținători.
Liquid Funk este foarte similar cu intelligent drum and bass, dar există diferențe subtile. Liquid Funk are influențe puternice din soca, latin, disco, jazz, și funk music, în timp ce IDB creează un sound mai calm încă și mai sintetic, folosind linii netede synth și sample-uri în locul elementului organic arhivat prin utilizarea instrumentelor reale.

#### Neurofunk (sau "Neuro")
Neurofunk este un subgen al drum and bass-ului, pionierat de producătorii Ed Rush, Optical și Matrix, între 1997 și 1998 în Londra, Anglia ca o progresie a techstep-ului. A fost dezvoltat mai departe de elemente alăturate de forme grele și dure de funk cu influențe multiple din techno, house și jazz, deosebindu-se prin stab-uri consecutive peste linia de bass și structurat ritmic de beat-uri de fond razor-sharp unde foarte nuanțate, producția de dark ambient este importantă. Evoluția de început a sound-ului neurofunk - divergând de la techstep - poate fi auzită pe single-ul Ed Rush & Optical - "Funktion" pentru V Recordings și pe primul album Wormhole pentru Virus Recordings în 1998.
Termenul a fost menționat prima dată în cartea Energy Flash: A Journey Through Rave Music and Dance Culture, de Simon Reynolds. Aici este unde critica de muzică englezeacă a stabilit numele ca un rezultat al percepției personale a schimbărilor stilistice în techstep - beat-uri de fundal înlocuind breakbeat-uri, armonii funk înlocuind timbrele industriale și lipsa accentului pe picătură - referindu-se la ele ca, "Neurofunk este culmea distracției libere a strategiei jungle de rezistență culturală: eroticizarea anxietății".

#### Sambass (sau "Brazilian Drum and Bass")
Sambass, Drum 'n' Bossa sau drum 'n' sambass (a portmanteau de "samba" și "bass") este un subgen regional al drum and bass-ului, în cea mai mare parte muzică nativă din Brazilia, care combină ritmurile drum and bass cu influențe din muzica latino-americană.
Artiști populari ai acestui gen îi includ pe DJ Marky, DJ Patife, XRS Land, Drumagick și Bungle, și 4 albume de compilații denumite "Sambass Vol. 1" până la "Sambass Vol. 4", au fost lansate cu o aclamare internatională de casa de discuri italiană Cuadra.

#### Techstep (sau "Tech")
Techstep este un subgen al drum and bass-ului care a fost popular la sfârșitul anilor '90. Este caracterizat de o stare dark, sf, alături de folosirea ca sursă sunete sintetizate și samplate, influențe din muzica industrială și techno, și ceea ce unii scriitori l-au descris ca un sound "clinic". Deși descris ca având un iz "techy", relația techstep-ului cu techno nu ar trebui sa fie exagerată. Împarte tehnica de creare a unui colaj foarte energic din sunete abstracte, sintetice, incluzând sample-uri, semnale și "squelches": foarte rar folosește instrumente care nu au fost procesate de efecte. În mod similar, kitul quatized drum-machine și sunetele de percuție sunt favorizate față de breakbeat-urile umane naturalistice. Totuși, de obicei aderă la normele drum and bass în alte privințe, mai ales în termeni de structură muzicală, cu accente pe "drop". Techstep a văzut obsesia muzicii jungle cu bass-ul schimbând direcția de la timbrul jos și profund la timbrul explorativ, artiștii tinzând să facă și cu mai multe sunete de bass distorsionate și răsucite.
Techstep s-a dezvoltat din muzica jungle și hardstep în jurul lui 1996. Numele genului a fost dat de Ed Rush și Trace, care erau amândoi instrumentali în conturarea sunetului techstep. În acest caz, tech nu indica o legatură cu stilul mai ușor al Detroit Techno, dar cu sunete hardcore mai gălăgioase și mai caustice care erau populare in Belgia la începutul decadei. Techstep a fost o reacție la elementele muzicale mai virtuase și mai pop în jungle și în drum and bass, fapt care a fost văzut ca o falsificare al jungle-ului adevărat sau original. În schimb, genul a fost insuflat cu un sunet european mai simplu, mai rece, "whiter", care a eliminat elementele R&B, și le-a înlocuit cu un sunet mai techno și hardcore, și influențe ideologice cum ar fi mișcările anti-capitalism ale tinerilor, și filme cum ar fi Blade Runner și Robocop.
O parte din producătorii de techstep original până la urmă s-au maturizat cu stilul neurofunk. Primii pionieri îi includ pe Black Sun Empire, Source Direct, Trace, Ed Rush & Optical, The Panacea, Teebee, Dieselboy, Calyx, Counterstrike, Dom and Roland, Edgey, Hive, Ram Trilogy, Konflict, Cause 4 Concern, și Technical Itch. Moving Shadow, Metalheadz, No U-Turn Recordings, și Renegade Hardware erau label-uri importante în dezvoltarea stilului.

#### Techno-DNB (sau "Techno Drum and Bass")
Techno-DNB (referit și ca Techno Drum and Bass) este un subgen al drum and bass-ului care a apărut la mijlocul anilor 2000.
Este caracterizat de granițe de trecere deliberate între Techno și drum and bass, utilizând percuția dinamică counter - ca în cerere și răspuns - pattern-uri de loop-uri halfbar inferioare și construcții "stab" ca temă muzicală principală. Estetica sunetului a multor piese techno-dnb este destul de departe de ceea ce este recunoscut în mod obișnuit ca sound caracteristic jungle/drum and bass. Subgenurile cele mai apropiate sunt neurofunk și techstep. Dar spre deosebire de neurofunk, în techno-dnb sound-ul synth, în mod obișnuit descris ca "midrange", (unul din caracteristicile cheie ale neurofunk) e aproape fără importanță și este rar utilizat, în afara construcțiilor de loop-uri "halfbar". Și spre deosebire de techstep, este foarte dinamic și nu este static deloc în construcțiile de loop-uri, și nu incearcă să sune distorsionat cum obișnuiește techstep-ul.
Caracteristicile comune ale pieselor techno-dnb contemporane sunt: percuții loop-ate half bar, secvențe de tobe 8-bar blueprint, melodii gen dark sau psychedelic bazate pe stabs sau semnale, teme monotone bazate pe sample-uri diverse care se repetă secvențial în timp.
Subgenul a fost, pe de o parte, inițiat de câteva piese, cu o semnătură influentă, la începutul anilor 2000 care s-ar putea înregistra sub definiția contemporană a techno-dnb în 2008, ca "Vessel" a lui Universal Project sau "Vandalism" a lui Fission. Primii producători care s-au concentrat complet pe techno-dnb au fost Kemal (care a produs multe piese cu influență techno după ce a părăsit Renegade Hardware concentrându-se pe un sound experimental mai "stripped down" care a avut influențe din Detroit Techno și folosirea tool-urilor de producție techno), Vector Burn & Pyro. Ei au inspirat noua generație de producători cum ar fi, Proket, Amex și Kaiza (în vremea aceea ca un duo) și alții.
Pe de altă parte, începând cu sfârșitul anilor '90, un număr din ce în ce mai mare de artiști (Cause 4 Concern, Stakka & Skynet, Konflict și chiar mai mult Kemal cu producțiile sale solo), Stratus, Gridlok, Rascal & Klone, Jarman aka Raiden, Bulletproof, Falcon (aka DJ Amir aka Tekken), de asemenea Bad Company (notabil "Digital Nation" LP), Black Sun Empire, STA, Paul B, SKC, Chris.SU, Dom & Roland, și alții) au produs și lansat multe piese dintr-o zonă pe atunci neclară, nedefinită, între neurofunk și techstep care a experimentat estetici subtile și tehnoide ale sunetului, construcții counter-dynamic și bazate pe percuție fără folosirea synth-urilor distorsionate "midrange" ca sunete principale, mai de grabă folosind "stabs" și dark, non-cheesy dar melodii trance arpeggio, adesea folosind explicit piese techno ca sursă pentru sample-uri și loop-uri. Acești artiști și muzica lor nu s-au potrivit și nu se potrivesc nici cu neurofunk și nici cu techstep, au fost descriși mai degrabă câteodată ca "technoid", dar nu a fost niciodată un nume mai potrivit numele de gen până la termenul techno-dnb apărut oficial în Mannheim în 2004. A fost în cele din urmă stabilit (și acceptat explicit de artiști și label-uri) ca o descriere corespunzătoare a acestui subgen al drum and bass mic, încă dezvoltându-se, care era mai explicit legat de 
Schranz, având o melodie abandonata virtual, șiruri și corzi ca elemente muzicale.
Exemple timpurii pe care genul le-a pus în circulație prin intermediul label-urilor ca Off-Key, Re-Con, Sinuous și Tilt-Recordings. Cum cererea a crescut în timp, din ce în ce mai mulți au început să compună piese techno-dnb care în cele din urmă a determinat apariția mai multor label-uri care să-i spijine și să-i lanseze.

## Subgenuri discutabile sau genuri separate și înrudite
Urmatoarele sunt cu un grad mai mult sau mai puțin, discutabil subgenuri, pot fi descrise în general ca genuri separate de către susținătorii lor:

#### Breakcore
(discutabil un gen diferit, nu un subgen, cu multe diferențe)

#### Darkcore
(atat un precursor cât și un descendent al drum and bass de la producțiile darkcore moderne îmbinate cu mult cu darkstep)

#### Raggacore
(discutabil un gen diferit, nu un subgen - un sound modern care are cam aceleași caracteristici cu muzica jungle de la inceput - greu de diferențiat - poate în menționările frecvente ale lui H.I.M. Haile Selassie și alte teme rastafariene)
Cu toate încercările de a clasifica și categorisi muzica, aceasta nu trebuie să fie tratată ca definitivă. Mulți producători lansează albume și piese care ating multe din stilurile de mai sus și sunt argumente semnificative în ce privește clasificarea pieselor cât și caracteristicile definitorii de bază a subgenurilor. Lista subgenurilor discutabile nu trebuie considerată în particular ca fiind definitivă.

#### Ragga Jungle
Stilul modern distinctiv ragga jungle (discutabil subgen și chiar gen separat) este întoarcerea directă la stilul producțiilor drum and bass din 1994-1995. Totuși, multe producții moderne mainstream de drum and bass conțin ragga, dancehall și elemente ragga, nu sunt așa de dominante ca cele anterioare. exemple: psychofreud

#### Clownstep
Nu este așa cum în mod obișnuit se intuiește a fi, un termen derizoriu pentru varietatea de drum and bass nu prea apreciată de anumiți ascultători. "Clownstep" - este un termen care a fost popularizat de Dylan pentru a descrie în glumă cum piesele cu beaturi swing ca "Bodyrock" a lui Andy C îl fac să se gândească la clowni..